# Trichorhina simoni
Trichorhina simoni är en kräftdjursart som först beskrevs av Dollfus 1893B.  Trichorhina simoni ingår i släktet Trichorhina och familjen myrbogråsuggor. Inga underarter finns listade i Catalogue of Life.